# Premnoideae
Sous-famille
Les Premnoideae sont une sous-famille de plantes à fleurs de la famille des Lamiaceae.
Le genre type est Premna L.

## Liste des genres
Cornutia – Gmelina – Premna

## Publication originale
- Li B., Cantino,P.D., Olmstead,R.G., Bramley,G.L.C., Xiang,C.L., Ma,Z.H., Tan,Y.H. & Zhang,D.X., 2016. A large-scale chloroplast phylogeny of the Lamiaceae sheds new light on its subfamilial classification. Scientific Reports 6(34343): 1–18, DOI 10.1038/srep34343.